# 7.62×54mmR
俄羅斯7.62×54mmR 步槍子彈，R是rimmed的縮寫，指帶底緣子彈，仍常被口語誤稱為「7.62 俄罗斯」，銅質金屬被覆。研發於1891年，為莫辛-納甘步槍所設計。

## 研發歷史
7.62mmR子彈原先採用210格令重圓頭全金屬披覆（全被甲彈，FMJ，披甲为白銅）彈頭，由於日俄戰爭的經驗中發現圓頭子彈遠距離威力下降大，並且容易受大氣風偏影響，因此俄羅斯帝國戰爭部於1908年更改為配148格令重的尖頭彈 (Spitzer)。
尖頭彈彈頭同樣為銅合金（早期為白銅，後來換成黃銅）包覆鉛芯或鋼芯空尖艇尾弹头（Full metal jacket，air pocket, boat tail），原則上初速可達每秒900公尺（2,953 ft/s）。在蘇聯時期，7.62×54R槍彈的生產工藝又得到多次改良，比如基本淘汰銅殼和銅被甲改為覆銅鋼材質、開發主要用於重機槍的重彈等。
包括SVT-40在內的許多俄國系統的槍械，以及直至今日的PK通用機槍和SVD等狙擊步槍都仍然在使用這款子彈。

## 子彈表現與特性
7.62R子彈的表現相當於美國.30-06子彈的等級，原則上有效射程大約都在1000m左右。在這個「1890年瓶頸凸緣式中央底火子彈俱樂部」（等級）中，属于因彈道平穩威力強勁而碩果僅存的「老會員」。其他類似的子彈（設計於1880－1890年代）大多數都在一戰或二戰後停用，主要原因是凸緣彈殼不利於自動武器供彈，在諸如彈匣等供彈具中凸緣容易互相咬合導致卡彈等故障，降低供彈可靠性。而蘇俄在使用凸緣彈方面經驗豐富，其武器設計風格也適應凸緣彈的使用，加上庫存巨大，所以7.62R得以一直留用至今。
7.62R子彈還有一個特性，就是大部份的現役彈殼是用鋼製的（steel cartridge cases，一般為覆銅鋼或塗漆鋼），而非一般黃銅（brass）彈殼。鋼製彈殼成本優勢非常明顯，同時擁有更好的剛性而不易變形，在快速運轉的機槍供彈系統中可靠性不錯。鋼殼在受熱后膨脹較輕，再加上7.62×54R彈殼錐度本來就比較大，使得抽殼阻力較低，亦可在一定程度上提高自動武器工作可靠性。不過，鋼殼也有一定副作用，例如對槍械磨損較大，並且對一些脆弱的部件（比如拋殼機構）衝擊性強，對武器整體壽命有影響。
絕大多數軍用7.62R子彈採用簡單低成本的柏丹式底火。柏丹式底火孔不在中央，所以在複裝的時候取下舊底火非常麻煩，再加上廣泛使用的鋼殼缺乏延展性，在對彈殼進行修形時困難重重，所以7.62R彈很難復裝，往往用後即棄。不過由於鋼殼的低廉成本，這個缺陷並不明顯。許多新生產的民用7.62R爲了便於復裝已採用銅殼與通用大小的博克賽（Boxer）底火。

## 種類

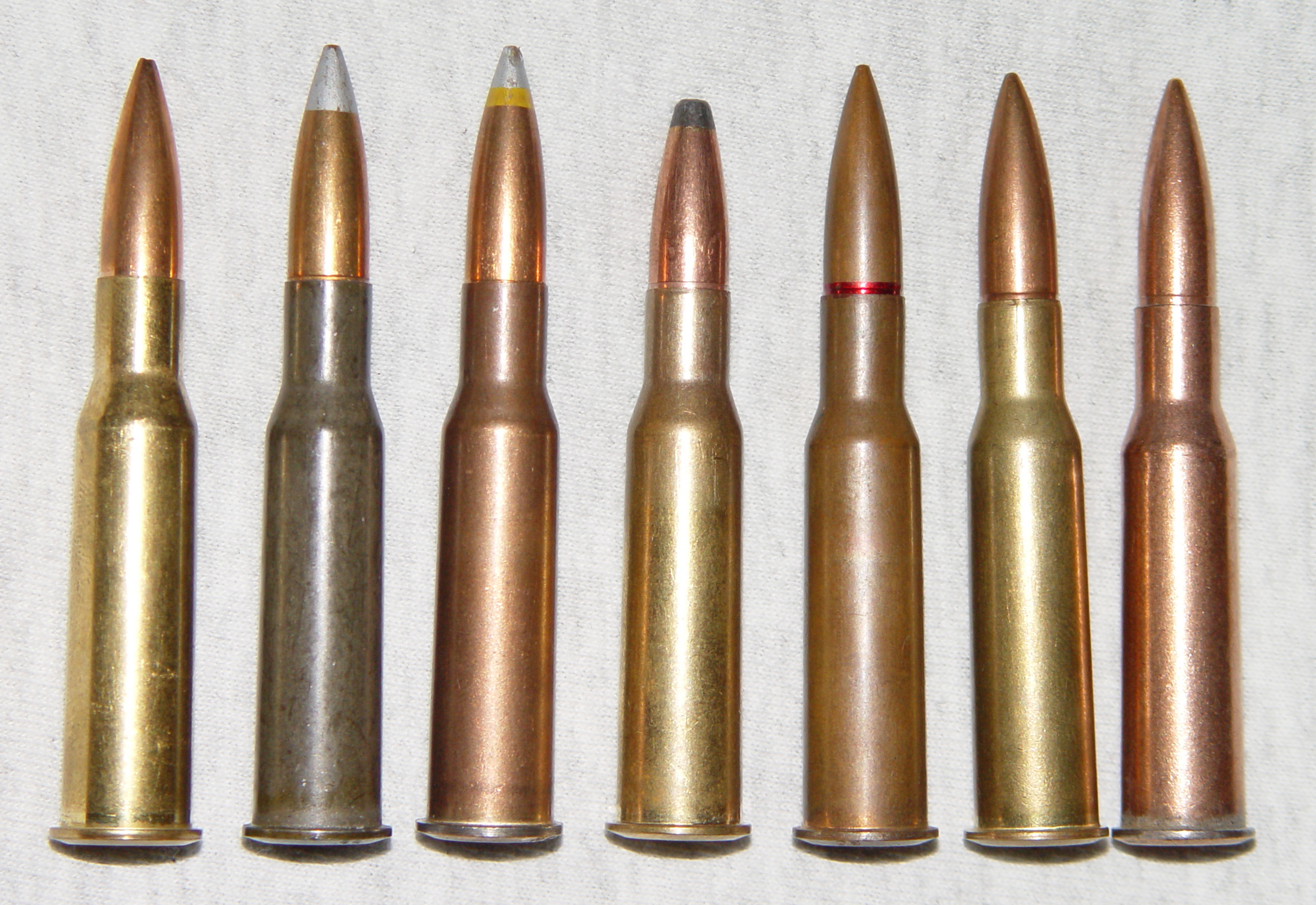
不同種類的7.62×54mmR子彈

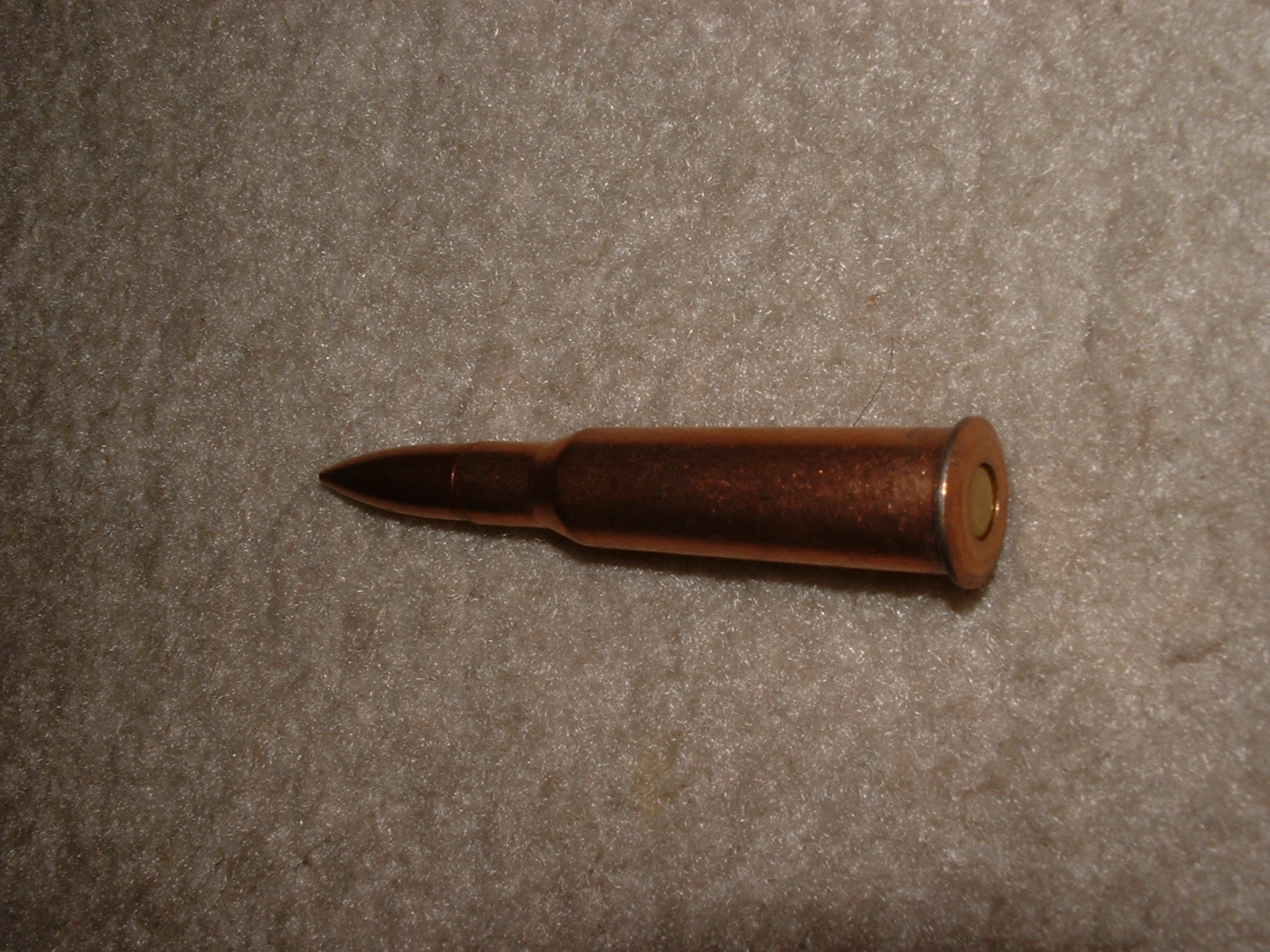
中國大陸制的7.62×54mmR

- 全金屬被覆（FMJ；Full Metal Jacket）
- 空尖彈（HP；Hollow Point）
- 軟尖彈（SP；Soft Point）
- 輕型鋼心蕊（LSC；Light Steel Core）
- 重型鋼心蕊（HSC；Heavy Steel Core）
- 穿甲燃燒彈 （API）
- 曳光彈（Tracer）
- 燃燒彈（Incendiary ammunition）
- 木質訓練用彈

### 改良型

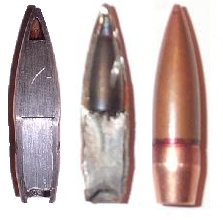
7N1的弹头；從其前後中空可以看出子彈設計的端倪，亦即彈頭尾端之中空設計除了作為承受燃燒瓦斯的膨脹室以外，實際上目的為誘導大氣以穩定的渦流狀流入彈尾。儘管大氣渦流效應會產生拉力拖著彈頭而降低出速，但是渦流也是唯一避免彈頭於飛行途中前後滾轉情形發生的最佳方式，由於為了加強彈頭的變形速度以提升殺傷力，因此彈尖採半中空設計。然而這種設計有可能導致重心後移而發生滾轉，而滾轉原因在於鋼蕊頭有可能發生不平整，因此在彈頭自旋中發生重心移動的問題，因此將尾端中空化就可以利用渦流的力量抓穩彈頭，這也是7N1/7N14彈頭提升精準度的秘方。

由7.62mmR研發衍生的專用狙擊步槍子彈稱為「7N1狙擊專用彈」，彈頭重152格令／9.7g。7N1子彈由俄国军械师维克多·萨贝尔尼科夫（Victor M. Sabelnikov）、薩索諾夫（P. P. Sazonov）以及德弗里安尼諾夫（V. M. Dvorianinov）在1950年代末期為SVD而并行研发的產品。
该子弹弹头为銅質金屬被覆钢芯空尖艇尾弹头（Full metal jacket，air pocket, boat tail），弹头底部還增加铅质的knocker以增加彈道慣性。7N1子彈于1999年被7N14子彈所取代。7N14子彈是为SVD设计的新型弹药，弹头重量为151格令（Gr）/9.7g，比7N1子彈多出每秒20m的初速（850 m/s；2723 ft/s）。然而不同的是，7N14子彈为铅芯弹，在精度的比較上要高出7N1子彈甚多。
伊茨斯瑪希機械廠的研发部门主管貝茲波羅朵夫（Nikolai Bezborodov）宣称7N14子彈为SVD所使用的最精确的弹药，不過苏联大概基於家釀私藏的立場而从未對外出口銷售此种子彈，因此7N14子彈在俄罗斯境外极为罕見。此弹药可通过其箱子，铁罐和纸包上的"только для снайпера"（狙击手用）字样辨识，从而避免被误用到其他枪械上导致浪费。
儘管7.62R子彈可以使用在SVD狙擊步槍上，然而根據俄羅斯LVE彈藥廠（LVE cartridge factory）的測驗顯示，一般編號57-N-323C的7.62R子彈在100m之內彈著散佈範圍為直徑24cm以內，於300m為2.8角分。如果是為SVD狙擊步槍特地開發出來的7N1以及7N14子彈可於100m之內散佈於直徑8cm以內，於300m為0.92角分。
如果使用标准57-N-323C子弹，而要求SVD達到约600~800米的有效射程，那麼精度就會劇降为5.5角分（大約是直徑1000mm的圓圈範圍，如果人類的身體有這麼寬，那麼還是可以構成殺傷力的；重點是5.5角分還遠遠不及美國陸軍1角分的要求標準），這是由於SVD特殊的膛線纏距不適合發射普通彈導致。因此為了提高准确度得透过使用7N1/7N14子彈來改善。

## 用途
- 軍事使用
- 警用狙擊
- 狩獵：體型與鹿相仿的獵物

## 7.62×54mmR子彈線性數據

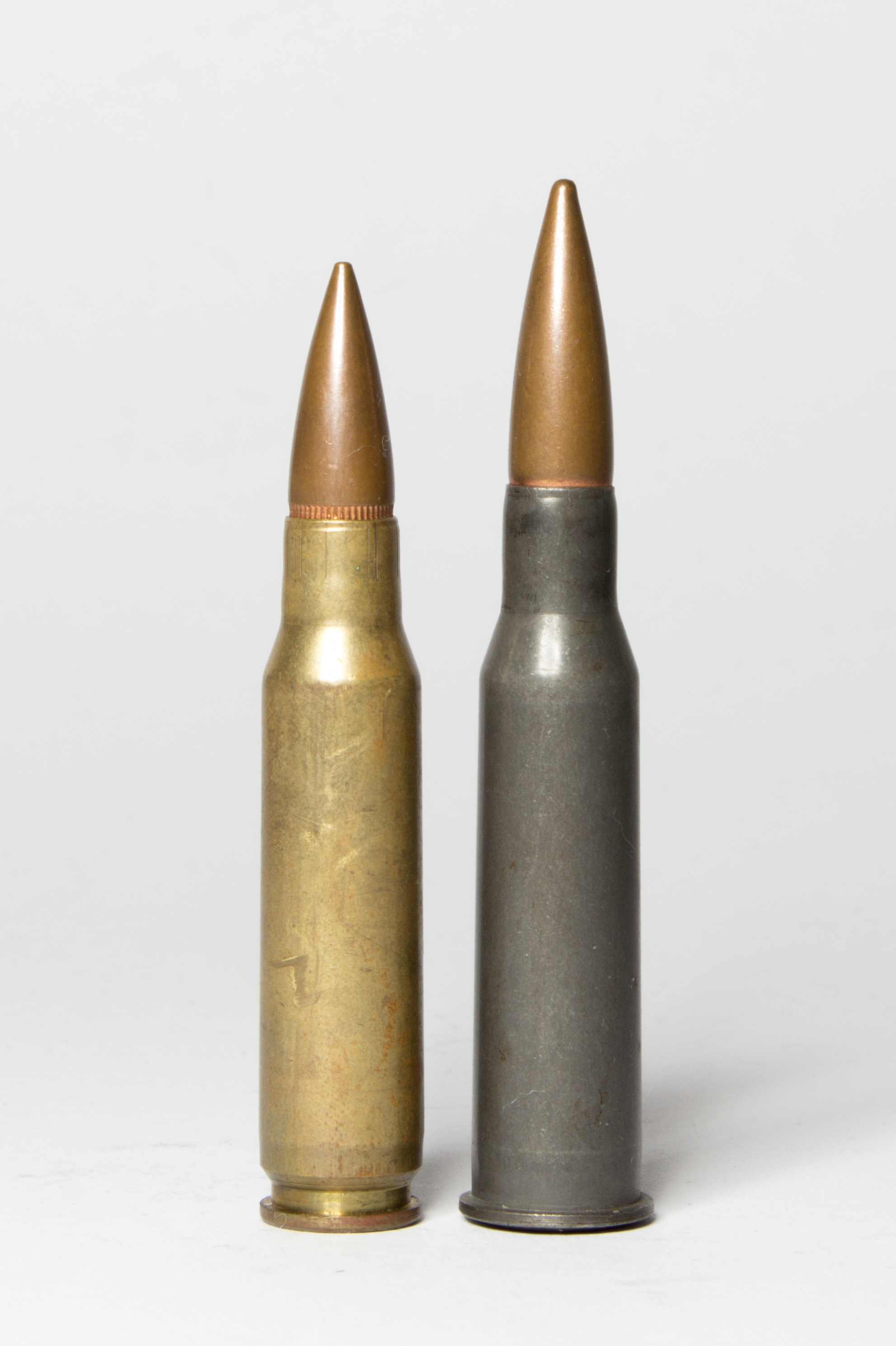
同為7.62毫米口徑的東西方兩大步槍彈：北約彈（左）和7.62R彈比較

從上圖可以看出設計師為了要求給彈順利，不論是步槍或自動槍械，彈殼頸部alpha角第二個Ø為11.61mm，彈殼底板前的Ø為12.37mm，彈殼尺寸大於.30-06春田彈，遑論7.62×51 NATO子彈；因此以往以訛傳訛宣稱7.62R子彈與7.62×51 NATO子彈具有互換性，由此可知其荒謬性不言可喻。

## 相關條目

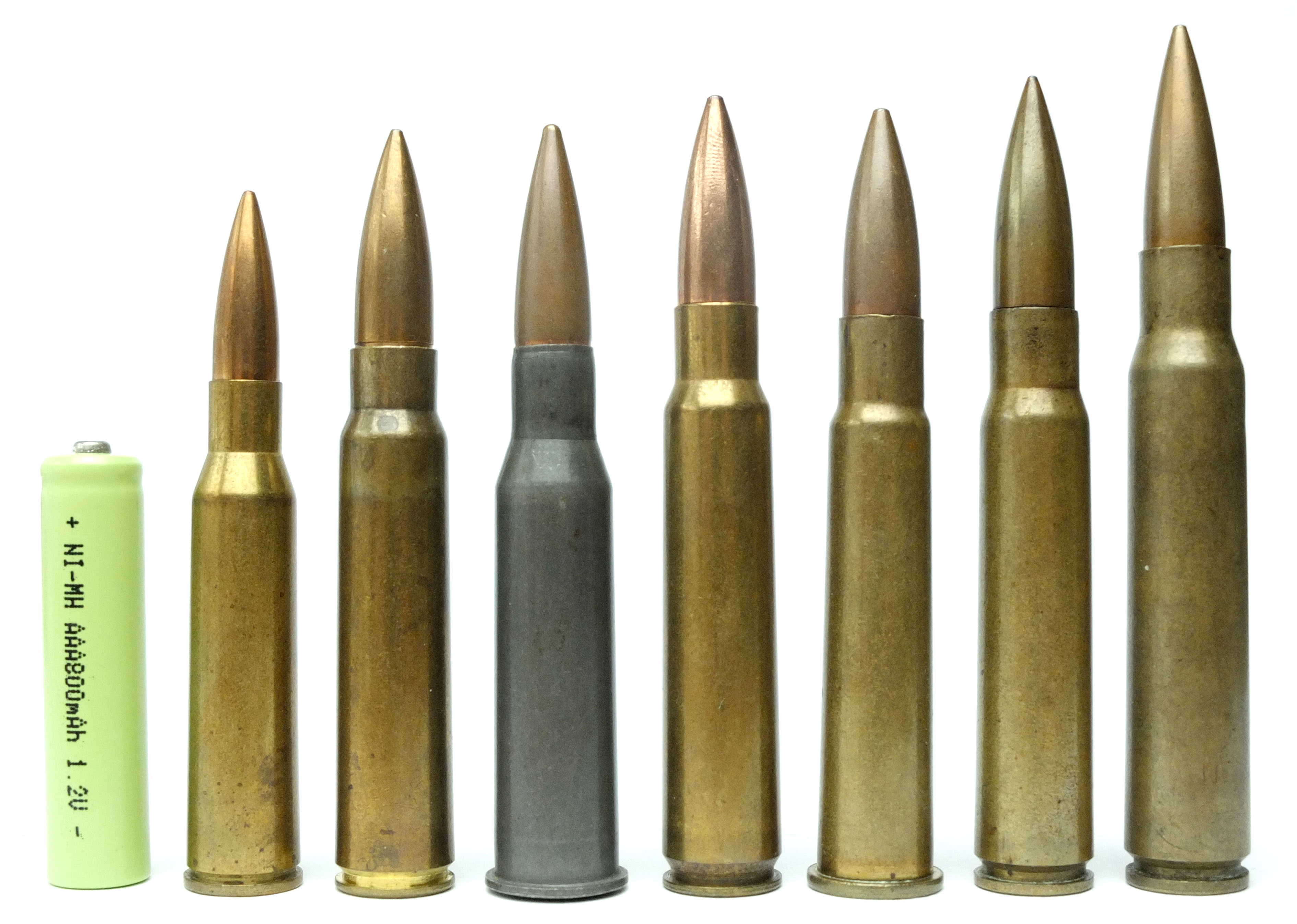
二次大戰時全要參戰國用步槍子彈，由左至右分別是：
6.5×50mm有坂子彈（日本）、7.65×53mm子彈（阿根廷/比利時）、7.62×54mmR子彈（蘇聯）、7.7×58mm有坂子彈（日本）、.303子彈（英國）、7.92×57mm毛瑟子彈（德國/中國）、.30-06子彈（美國）

## 相關資訊
- 7.62×39mm
- 7.62×51mm_NATO
- 步槍子彈列表

## 外部參考
- Various photos of 7.62x54R ammunition（页面存档备份，存于）
- An evaluation list for variants, weights, and velocities of this ammunition type（页面存档备份，存于）
- A dimensional diagram of the cartridge（页面存档备份，存于）
- A guide to headstamps and bullet types at Mosinnagant.net（页面存档备份，存于）
- CIP dimensions for rimmed cartridges